# Fahiria
Fahiria é uma aldeia e suco situada no posto administrativo de Aileu, no município homónimo, em Timor-Leste. A área administrativa cobre uma área de 43,77 quilómetros quadrados e no momento do censo de 2015, tinha uma população de 1 823 habitantes.

## Aldeias
- Fahiria
- Sarin
- Sidole
- Daulala
- Fatubuti
- Manulete[2]